# Magdalena Wasilewska-Chmura
Magdalena Waleria Wasilewska-Chmura – polska skandynawistka, literaturoznawczyni i tłumaczka, doktor habilitowany.  
Tytuł naukowy doktora na podstawie dysertacji Muzyka - metafora - modernizm. O poetologii szwedzkiego modernizmu lat trzydziestych i czterdziestych uzyskała w 1998 na Wydziale Filologicznym Uniwersytetu Jagiellońskiego, zaś stopień naukowy doktora habilitowanego uzyskała w 2012.  
Pracownik naukowy i Kierownik Katedry Nordystyki Instytutu Filologii Germańskiej Uniwersytetu Jagiellońskiego.  
W 2010 roku otrzymała Nagrodę Akademii Szwedzkiej za promocję szwedzkiej kultury za granicą.

## Dorobek naukowy
Badaczka szwedzkiej poezji, ze szczególnym naciskiem na twórczość modernistów, a także relacji poezji z muzyką. Do tej pory ukazały się jej dwie rozprawy:
- Musik - metafor - modernism. En linje i den svenska modernismens poetologiska reflexion (Muzyka - metafora - modernizm. O poetologii szwedzkiego modernizmu lat 30. i 40.)[seria:] Acta Universitatis Stockholmiensis, History of Literature, 41, Akademitryck Stockholm, Almqvist & Wiksell International, 2000.
- Literatura i muzyka w przestrzeni intermedialnej. Muzyka jako model i tworzywo w szwedzkiej poezji późnego modernizmu i neoawangardy, Wydawnictwo Uniwersytetu Jagiellońskiego: Kraków, 2011.

## Przekłady
Razem z Leonardem Neugerem tłumaczyła na język polski poezję szwedzkiego noblisty Tomasa Tranströmera. W jej przekładzie ukazał się również reportaż Macieja Zaremby Leśna mafia. Szwedzki thriller ekologiczny (2015).